# 農民哨崗站
農民哨崗站（羅馬化：Krestyanskaya zastava）是莫斯科地鐵的一個車站。農民哨崗站開通於1995年12月28日，是柳布林諾－德米特羅夫線和塔甘卡－紅普列斯尼亞線的交會車站。

## 外部連結
- （俄文） Metro.ru （页面存档备份，存于）
- （俄文） Mosmetro.ru
- （俄文） mymetro.ru
- （俄文） News.Metro.ru （页面存档备份，存于）
- （英文） KartaMetro.info — Station location and exits on Moscow map (English/Russian)